# 建润楠
建润楠（学名：Machilus oreophila）为樟科润楠属下的一个种。

## 扩展阅读
- 維基物種上的相關：建润楠